# Novo Selo (Sokolac)
Novo Selo är ett samhälle i Bosnien och Hercegovina. Det ligger i entiteten Republika Srpska, i den östra delen av landet, 40 km öster om huvudstaden Sarajevo. Novo Selo ligger 873 meter över havet och antalet invånare är 735.
Terrängen runt Novo Selo är kuperad åt nordväst, men åt sydost är den platt. Närmaste större samhälle är Sokolac, 2,5 km sydost om Novo Selo.
I omgivningarna runt Novo Selo växer i huvudsak blandskog. Runt Novo Selo är det ganska tätbefolkat, med 67 invånare per kvadratkilometer.